# Eddie Van Halen
Edward Lodewijk "Eddie" Van Halen (Nijmegen, Nizozemska, 26. siječnja 1955. – Santa Monica, 6. listopada 2020.) američki gitarist, klavijaturist, skladatelj i producent nizozemskog podrijetla, nadaleko poznat kao osnivač i vođa američkog hard rock sastava Van Halen. Svojim virtuoznim sviranjem postaje jedan od najvećih gitarista svih vremena.

## Životopis
Edward Van Halen rođen je od oca Jan van Halena i majke Eugenie ( Indonežanka, pripadnice etničke skupine Javanci ). Djetinjstvo provodi u Nijmegenu na istoku zemlje. 1962.g. obitelj Van Halen seli se u Pasadenu (Kalifornija, SAD). Edward odmah po dolasku počinje sa sviranjem klavira i bude zapažen kao vrlo talentiran među ostalom djecom. U kratkom vremenu pridružuje mu se i stariji brat, Alex Van Halen. Oba uzimaju satove klavira ali se ubrzo preorijentiraju, Edward na gitaru a Alex na bubnjeve.
Eddie otprilike s dvanaest godina počinje konstantno svirati gitaru. On je jako puno vježbao. Slabo je izlazio i družio se s vršnjacima, umjesto toga znao je svirati po čitavu noć.
Na njegov način sviranja veliki su utjecaj imali, ponajprije veliki Eric Clapton, poznati gitarista Brian May iz grupe Queen, jazz gitarista Allan Holdsworth i gitarista iz hard rock skupine Montrose, Ronnie Montrose. Eddie mijenja definiciju svega onoga što električna gitara može, pa tako razvija brzu tehniku sviranja i tehniku tapping za koju mnogi govore da ju je sam izmislio, međutim Steve Hackett gitarista grupe Genesis tapping svira još prije sedam godina. Izvodi niz efekata koji oponašaju zvuk strojeva i životinja. Može se reći da je u svoje vrijeme Eddie pomjerio granice virtuoznost sviranja gitare.

## Osnivanje grupe Van Halen
Sastav Van Halen se prvo zvao "Mammoth", a osnovan je 1972. godine u Pasadeni. Grupu tada čine sljedeći članovi: Eddie Van Halen na gitari i vokalu, brat Alex na bubnjevima, i na bas-gitari Mark Stone. Razglas su iznajmljivali od David Lee Rotha (koji je pjevao u grupi Redball Jetsi) po cijeni od 50$ po svirci.
David se u početku htio uključiti u sastav ali nije zadovoljavao kriterije. Kasnije su ga primili da ne moraju više plaćati za razglas. Na bas-gitari Mark Stonea mijenja Michael Anthony koji ujedno izvodi i prateće vokale.
Pošto je već postojao sastav po imenu "Mammoth" i to ime je bilo autorski zaštićeno, mijenjaju ime u Van Halen. Roth je htio da se grupa zove "Electric Blotz". Puno su radili i ubrzo postaju velikom lokalnom atrakcijom. Redovno su svirali po okolnim mjestima, hotelskim barovima i po najpoznatijim klubovima, a broj fanova se svakim novim nastupom povećavao. 
1977. godine na jednom nastupu zapaža ih Gene Simons ( basista grupe KISS ) i u svom trošku ih odvedu u New York gdje u diskografskoj kući "House of Pain" i "Runnin' With the Devil" snimaju svoj prvi demozapis. Eddieju se demo nije nešto svidio, ipak nije se previše brinuo jer je znao da pri snimanju nije imao odgovarajuće efekte za gitaru.
Suradnja s Gene Simonsom prestaje iste godine ali tada upoznaju svog budućeg producenta Teda Templemana iz diskografske kuće Warner Brothers. Ted ih je primijetio, oduševio se i sam im ponudio ugovor i snimanje albuma. Kasnije iste godine počinju sa snimanje svog prvog albuma Van Halen, koji izlazi 10. veljače 1978. godine. Eddie je predlagao da prvo izdaju singl "You Really Got Me" i omot da bude kao od original skladbe od grupe Kinks ali su se kasnije predomislili. Izlaskom album zadaju nova pravila sviranja rock gitare te istodobno i hard rocka općenito.
Van Halen može se svrstati u hard-rock i u heavy metal stil sviranja i iako su uvijek bili komercijalni postavili su potpuno nove standarde unutar žanra i postali uzor čitave jedne scene i šire.

## David Lee Roth
Rotha nije krasila neka tehnika kao Eddia, ali imao je sklonosti prema izražajnom i zaraznom nastupu poput Roberta Planta. Takav spoj Eddia i Rotha od sastava Van Halen stvaraju jedan od najpopularnijih američkih rock'n'roll grupa 70-ih i ranih 80-ih godina.
Godine 1978. izdaju prvi album pod nazivom "Van Halen". Iako su ga snimali samo tri tjedna (pa na njemu ima i par grešaka u sviranju i produkciji) album je zabilježio vrlo dobar uspjeh i prodan je u više od šest milijuna primjeraka a instrumentalna skladba ‘Eruption’ smatra se jednom od najvećih solo izvedbi svih vremena na gitari.
Iste godine kreću na turneju gdje se može zapaziti jedna zanimljivost, Eddie publici okreće leđa kad izvodi solo dionice, bojeći se da mu neko ne ukrade ideju. Po povratku s turneje odlaze u studio i počinju sa snimanjem svoga drugog albuma Van Halen II.
Album izlazi 23. travnja, 1979. godine i ne prolazi dobro kod publike kao prvi za što su vjerojatno krivi visoki standardi postavljeni kod snimanja prvog materijala. Bez obzira na to album se dobro prodaje i iz njega proizlazi prvi hit na singlu "Dance The Night Away".
Women and Children First njihov je treći uradak i izlazi 26. ožujka 1980. godine Album zanimljiv po tome što se po prvi puta pojavljuju klavijature koje svira Eddie Van Halen. Isto su zamijećene velike glasovne mogućnosti Rotha i Eddievo fantastično sviranje gitare. I na njemu se nalazi jedan veliki hit "And The Cradle Will Rock". Grupa je po izlasku albuma otišla na svjetsku turneju te su se ubrzo našli u situaciji da postanu super zvijezde.
U to vrijeme polako dolazi do nesuglasica između Eddia i Rotha, koje s vremenom prerastaju u svađu.
Ipak nekako se mire i snimaju četvrti album pod nazivom Fair Warning a on izlazi na svjetlo dana 29. travnja 1981. godine. Odmah po izlasku bilježi veliki uspjeh koji podsjeća na njihov prvi album "Van Halen". Čitava priča se svodi kako se teško nositi sa slavom i životom u velikom gradu. Na njemu se nalazi i dosta hitova od kojih su neki: Unchained, Mean Street, Dirty Movies, Push Comes To Showe.
14. travnja 1982. godine izdaju svoj peti album Diver Down na nagovor David Lee Rotha koji je pun obrada ali par autorskih pjesama koje su odlično odrađeno. Reizdanje tog albuma koje izlazi u Americi 1998. godine prodaje se u više od 4 000 000 kopija.
Ne prestaju svađe između Rotha i Eddia a vode se uglavnom tko je glavni i u kojem će smjeru sastav ići. Tenzije su se svakim danom povećavale, no usprkos tomu nekako popuštaju i 1983. godine odlaze u studio i snimaju sljedeći materijal.
Svi dotadašnji albumi bili su im više manje uspješni ali niti jedan im nije donio status super zvijezda sve do godine 1984. kada izlazi novi album koji postaje svjetskom senzacijom.
Album 1984 izlazi 9. siječnja 1984. godine i to je ujedno i zadnji album na koje će nastupiti David Lee Roth. 1984 bilježi najveći komercijalni uspjeh do tada. Objavljen početkom godine donosi im streloviti uspon na top ljestvici do drugog mjesta zahvaljujući singlu "Jump" koji je bio nabijen zvucima Eddievog novog sintisajzera. Na njemu se nalazi još nekoliko klasika, "Panama" i "Hot For Teacher", a opet do izražaja dolazi Rothovo pjevanje i Eddievo sviranje gitare.
Godine 1985. David Lee Roth napušta sastav i odlazi u solo karijeru (što su fanovi jako teško prihvatili). Umjesto njega novi član grupe Van Halen postaje Sammy Hagar na što su mnogi ostali iznenađeni.

## Sammy Hagar godine
Dolaskom prvog čovjeka grupe Montrose, Sammy Hagara u Van Halenu dolazi do promjenu u zvuku, što i neće biti baš dobro prihvaćeno. Više od toga publiku je smetalo što Hagar za razliku od Rotha nema karizmu i smisla za humor nego doslovno oponaša Rothovo ironično kreveljenje. U tim godinama Van Hagar karijere rijetke su pjesme koje neće makar malo vrijeđati vašu inteligenciju i ukus za glazbu.
Hagar u grupi ostaje dulje nego Roth te krajem 80-ih i početkom 90-ih pomaže sastavu da se približi vrhu svjetskih top lista, međutim sredinom 90-ih počinju bilježiti veliki pad prodaje albuma i tada počinju trzavice između Hagara i Eddieja.
Albumi koji izlaze, 5150 (24. ožujka 1986.), OU812 (24. svibnja 1988.), For Unlawful Carnal Knowledge (18. lipnja 1991.), Live: Right Here, Right Now (23. veljače 1993.) i Balance (24. siječnja 1995.), nisu zabilježili nekakav veliki uspjeh. Promjena vokala i poliranje zvuka nikako nije dobro prolazilo kod fanova grupe.
Tenzije su rasle i Hagar odlazi iz sastava 1996. godine.
Godine 1998. angažiraju pjevača Gary Cheronea, bivši član grupe Extreme i s njim snimaju album naziva Van Halen III koji izlazi 17. ožujka 1998. godine. Album je jako loše prihvaćen pa ubrzo nakon snimanja Gary odlazi iz sastava.

## Povratak Hagara
Poslije nekoliko godina koje nisu donijele ničega novog na sceni od grupe Van Halen, 2004. godina donosi povratak Sammy Hagara u sastav i snimanje novog albuma. Na njemu su snimljeni veliki hitovi iz vremena 1977. – 1995. godine (nije obuhvaćeno vrijeme Gary Cheronea), a nalaze se i tri nove skladbe koje izvodi Hagar. Eddie je odradio bas-gitare u tipičnom stilu Michael Anthonyja. Album izlazi kao dvostruko izdanje 20. srpnja 2004. godine pod imenom The Best of Both Worlds. Na njemu se nalazi 16 skladbi David Lee Rotha iz perioda 1978. – 1985., i 17 skladbi Sammy Hagara iz perioda 1986. – 1995. Jako je dobro prihvaćen od publike i glazbenih kritičara, a prema Billboardovim podacima, zaradili oko 40 milijuna dolara. 

## Povratak David Lee Rotha
2. veljače 2007. godine na službenim internet stranicama sastava Van Halen objavljen je povratak njihovog prvog pjevača s kojim su zabilježili najsjajniji period u karijeri, David Lee Rotha. Mediji provjeravaju tu vijest i dobivaju potvrdne odgovore od Eddia i Rotha što su kasnije i potvrdili na konferenciji za novinare. Najavljuje se turneja po Americi u ljeto 2007. godine koja se sastoji od 25 nastupa i snimanje novoga albuma.
Van Halen neće nastupiti u istom sastavu kao daleke 1984. godine pa će tako i iz sastava izostati legendarni basista Michael Anthony, njega će zamijeniti Eddiev šesnaestogodišnji sin Wolfgang Van Halen. Na bubnjevima je Alex Van Halen, pa se može reći kako sve opet ostaje u obitelji.
Turneja se iz nepoznatih razloga odgađa i dogovara se novi datum od 27. rujna do 11. prosinca 2007. godine

## Tehnika sviranja
Ono što karakterizira način Eddievog sviranja gitare je tehnika sviranja tappinga. Ovakvim načinom mogu se postići velike brzine pri sviranju složenih dionica. Eddie je usavršio jednoprsno i dvoprsno sviranje tappinga do te mjere da mnogi nisu mogli niti shvatit kako i na koji način nešto može odsvirati. Mnogi su mišljenja da je tapping izmislio sam Eddie, ali Steve Hackett, gitarista grupe Genesisa tu tehniku upotrebljava još prije sedam godina (naravno ne tako savršeno kao Eddie). Ipak Eddie je prvi koji ju je popularizirao.
Pored tappinga neizostavni dio njegovog sviranja bilo je flazolet, česta upotreba tremola, izuzetno brzo i melodično sviranje te izvođenje raznih zvučnih efekata koje je izvlačio iz gitare.

### Zvuk gitare
Gitaru je sastavio sam od dijelova Fender Stratocastera i Gibson Les Paula, a dao joj ime "Frankenstrat". Pomoću nje izvodio je tople zvukove (takozvani smeđi zvuk) i specifičnu distorziju. Za izvođenje raznih zvukova koristio je obaranje napona pojačala preko posebnog transformatora.
Eddie je pokupio dosta toga što se već moglo negdje vidjeti ali je to sve usavršio i od toga napravio svoj stil sviranja koji je postavio nove standarde u načinu sviranja gitare.

### Floyd Rose sistem
Eddie je idejni tvorac sada čuvenog Floyd Rose tremola, iako mu to nije nikada službeno priznato. Jedan od ključnih elemenata u načinu njegovog sviranja bio je tremolo ugrađen u tijelo električne gitare. Osnovni problem kod tadašnjih tremola bio je što se pomjerao samo u jednome smjeru i to prema tijelu gitare. Eddie dolazi na ideju da bi se ručica tremola mogla pomicati prema gore i time izvlačiti žice čime bi se proširila mogućnost dobivanja novih zvukova. Počinju izlaziti prvi modeli, a sa zaključavanjem žica na vratu električne gitare izbjegava se njezino često raštimavanje.

## Sudjelovanje u drugim projektima
Eddie Van Halen je tijekom karijere imao nekoliko sudjelovanja po raznim projektima.
- Jedan od značajnih bio je poziv Quincy Jonesa da u skladbi "Beat It" od Michael Jacksona s albuma "Thriller" iz 1982. g. odsvira solo dionicu.

- 1984. godine snima instrumental za film "The Wild Life".

- Iste godine surađuje s Brian Mayom, gitaristom grupe Queen na njegovom studijskom albumu "Star Fleet Project"

- 1987. godine svira bas-gitaru na studijskom albumu "I Never Said Goodbye" Sammy Hagara.

- 1989. godine svira bas-gitaru u pjesmi "Twist the knife" Steve Lukathera na njegovom debitantskom albumu.

- Iste godine radi na glazbi u filmovima "Back to the Future", "Over The Top", Twister, The Wild Life i Lethal Weapon 4.

- Između ostalih s kojima snima pojedine skladbe na popisu se još nalaze: Dweezil Zappa, Jeff Porcaro, Roger Waters, Steve Lukather, i Thomas Dolby.

- 2006. godine potpisuje ugovor za snimanje dvije autorske pjesme koje će se naći na najnovijem porno uratku Michaela Ninna. Pa će se tako njegove dvije pjesme "Rise" i "Catherine" naći u filmu naziva "Sacred Sin".

## Vanjske poveznice
- Službena internetska stranica